# Botolan
Botolan est une ville de 1re classe située dans la province de Zambales aux Philippines. Selon le recensement de 2010 elle est peuplée de 54 434 habitants.

## Barangays
Botolan est divisée en 31 barangays.
- Bancal
- Bangan
- Batonlapoc
- Belbel
- Beneg
- Binuclutan
- Burgos
- Cabatuan
- Capayawan
- Carael
- Danacbunga
- Maguisguis
- Malomboy
- Mambog
- Moraza
- Nacolcol
- Paco
- Palis
- Panan
- Parel
- Paudpod
- Poonbato
- Porac
- San Isidro
- San Miguel
- Santiago
- Tampo
- Taugtog
- Villar

## Démographie

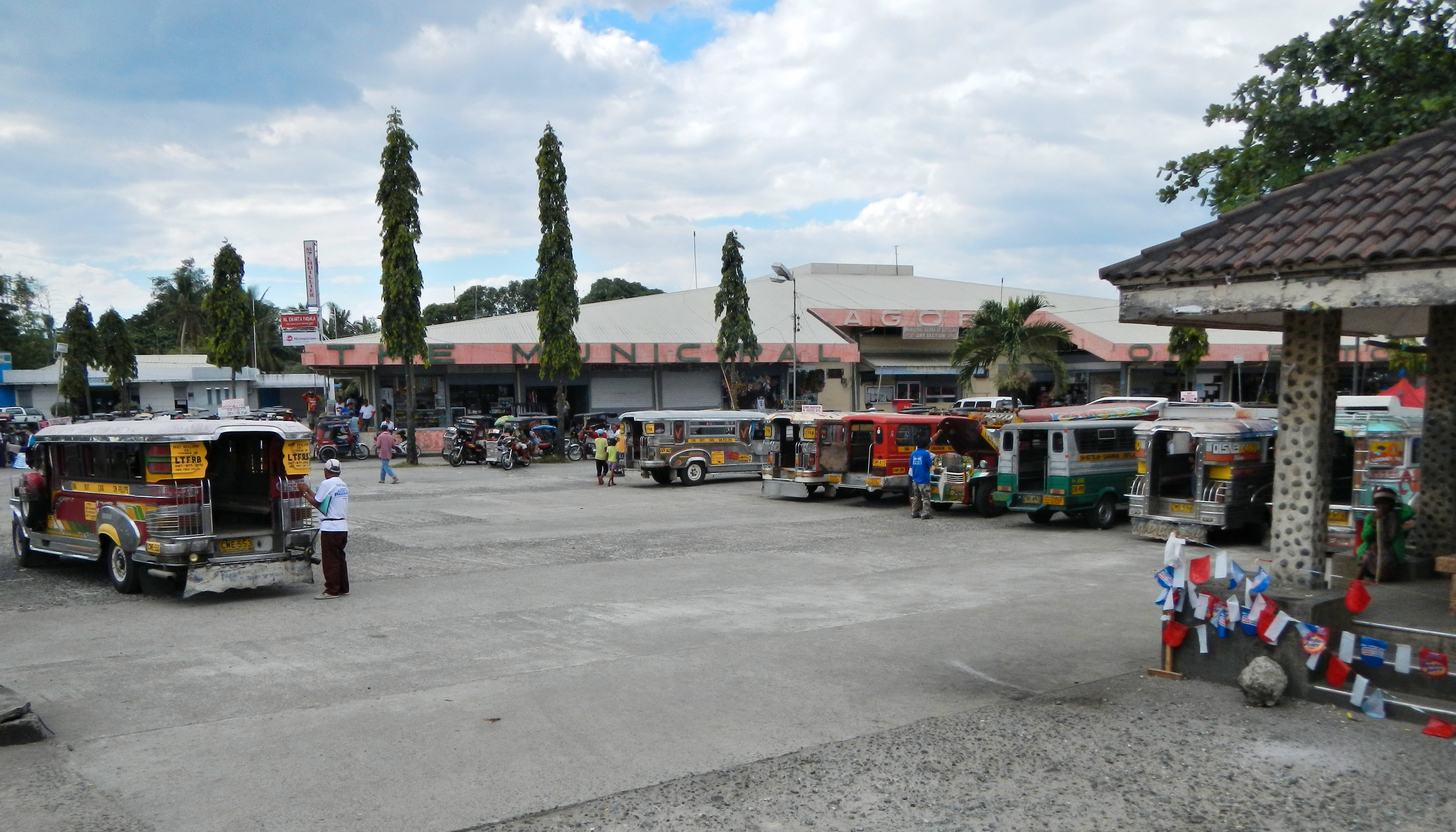
Población, Botolan

| Année | Habitants | Évolution |
| ----- | --------- | --------- |
| 1995  | 41 084    | -         |
| 2000  | 46 602    | 13,43 %   |
| 2007  | 51 675    | 10,89 %   |
| 2010  | 54 434    | 5,34 %    |